# Træna
Træna és un municipi situat al comtat de Nordland, Noruega. Té 490 habitants i té una superfície de 16.32 km².